# Municipio de West Hale
El municipio de West Hale (en inglés: West Hale Township) es un municipio ubicado en el condado de Thomas en el estado estadounidense de Kansas. En el año 2010 tenía una población de 361 habitantes y una densidad poblacional de 2,58 personas por km².

## Geografía
El municipio de West Hale se encuentra ubicado en las coordenadas 39°22′27″N 101°20′5″O / 39.37417, -101.33472. Según la Oficina del Censo de los Estados Unidos, el municipio tiene una superficie total de 139.7 km², de la cual 139,7 km² corresponden a tierra firme y (0 %) 0 km² es agua.

## Demografía
Según el censo de 2010, había 361 personas residiendo en el municipio de West Hale. La densidad de población era de 2,58 hab./km². De los 361 habitantes, el municipio de West Hale estaba compuesto por el 92,52 % blancos, el 1,94 % eran amerindios, el 0,28 % eran asiáticos, el 0,28 % eran isleños del Pacífico, el 4,16 % eran de otras razas y el 0,83 % eran de una mezcla de razas. Del total de la población el 9,42 % eran hispanos o latinos de cualquier raza.